# Povratak Supermana
Povratak Supermana (u Hrvatskoj preveden i kao Superman: Povratak; eng. Superman Returns) je američki film iz 2006. godine kojeg je režirao i producirao Bryan Singer. Temeljen na liku Supermana, stripovskog superjunaka izdavačke kuće DC Comics, Povratak Supermana zapravo je nastavak filmova Superman (iz 1978. godine) i Superman II (iz 1980. godine) koji u potpunosti ignorira događaje prikazane u kasnijim filmovima Superman III (iz 1983. godine) i Superman IV: Potraga za mirom (iz 1987. godine). Glavne uloge u filmu su ostvarili Brandon Routh kao Superman/Clark Kent, Kate Bosworth, Kevin Spacey, James Marsden, Frank Langella i Parker Posey, a radnja filma prati naslovni lik koji se nakon pet godina odsustva vraća na Zemlju i saznaje da je njegova ljubav Lois Lane nastavila sa svojim životom te da njegov zakleti neprijatelj Lex Luthor planira uništiti njega, ali i cijeli svijet.
Nakon niza neuspješnih projekata kojima se željelo lik Supermana ponovno vratiti na filmsko platno, u srpnju 2004. godine kompanija Warner Bros. unajmila je redatelja Bryana Singera za razvoj i režiju filma Povratak Supermana. Većina filma snimala se u Foxovim studijima u Sydneyu (Australija) dok su se sekvence sa specijalnim efektima kreirale u raznim studijima uključujući Sony Pictures Imageworks, Rhythm & Hues, Framestore, Rising Sun Pictures i The Orphanage. Snimanje filma završilo je u studenom 2005. godine.
Film Povratak Supermana dobio je uglavnom pozitivne kritike koje su hvalile priču, specijalne efekte i stil. Sam film dobio je mnogobrojne nominacije za razne filmske nagrade, ali je kompanija Warner Bros. bila razočarana svjetskom kino zaradom od 391 milijun dolara te pomiješanim kritikama na račun zamjene glumca Christophera Reevea. Iako je u početku planiran nastavak za ljeto 2009. godine, taj projekt je kasnije ukinut. Godine 2013. ponovno je pokrenut filmski serijal o Supermanu s Čovjekom od čelika (redatelja Zacka Snydera) u kojem Henry Cavill tumači naslovni lik. 

## Radnja
Superman (Brandon Routh) na Zemlji nije bio već pet godina, još od vremena kada je otišao na lokaciju na kojoj su astronomi ustvrdili da su pronašli ostatke njegova planeta Kriptona. Tijekom njegovog odsustva, Supermanov najveći neprijatelj, ludi znanstvenik Lex Luthor (Kevin Spacey) pušten je iz zatvora (zbog Supermanovog nedolaska na njegovo suđenje) te se oženio za bogatu udovicu (Noel Neill) kako bi nakon njezine smrti naslijedio njezino bogatstvo. Nakon što ne uspije pronaći preživjele Kriptonce, Superman se vraća na Zemlju i kao Clark Kent nastavlja raditi u Daily Planetu u gradu Metropolisu. Uskoro saznaje da je Lois Lane (Kate Bosworth) osvojila Pulitzerovu nagradu za članak "Zbog čega svijet ne treba Supermana". U međuvremenu, Lex dolazi do Tvrđave samoće gdje krade kriptonske kristale, a koje će iskoristiti za eksperiment tijekom kojeg će cijela istočna obala ostati bez struje. Nestanak struje poremeti prvo zračno testiranje svemirske letjelice na kojoj se, između ostalih, nalazi i Lois Lane, a koja o njezinom skorašnjem lansiranju u svemir piše članak. Clark se preoblači u Supermana i zaustavlja letjelicu prije nego ona padne na bejzbolski stadion.
Premda se svijet raduje povratku Supermana, on ima poteškoća nositi se s činjenicom da Lois ima zaručnika Richarda Whitea (James Marsden), nećaka glavnog urednika Daily Planeta Perryja Whitea (Frank Langella) i njihovog petogodišnjeg sina Jasona (Tristan Lake Leabu). Kako bi Supermanu odvratili pozornost, Lexova partnerica u zločinu Kitty Kowalski (Parker Posey) gradom upravlja automobilom bez kontrole, dok Lex istovremeno krade kriptonit iz Prirodoslovnog muzeja. Nakon toga Perry daje zadatak Lois da napravi intervju sa Supermanom dok Clark mora istražiti nestanak struje. Lois i Jason slučajno se nađu na Lexovoj jahti gdje ih ovaj zarobljava nakon što Lois poželi istražiti priču o nestanku struje, a koji je povezala s Lutherovim eksperimentom. On joj otkriva svoj novi plan koji uključuje vlasništvo nad zemljom i moć. Kombinirajući jedan od ukradenih kriptonskih kristala s kriptonitom, Luthor doslovno može izgraditi novi kontinent na sjeveru Atlantskog oceana čija će masa podići razinu mora i dati priliku Lexu da se osveti Supermanu, u isto vrijeme ubije milijardu ljudi i preuzme potpunu kontrolu nad jedinom dostupnom zemljom za preživjele. 
Nakon što primijeti da Jason ima određenu reakciju na kriptonit, Lex upita Lois tko je Jasonov pravi otac; Lois ga uvjerava da je njegov otac Richard. Kristal u međuvremenu započinje graditi Lexov novi kontinent dok Lois pokušava pobjeći. U njezinom pokušaju je sprječava čuvar na kojeg Jason baca glasovir i na taj način dokazuje da je Supermanov sin. U međuvremenu, Superman pokušava smanjiti razaranje Metropolisa uzrokovano rastućim novim kontinentom kada Richard dolazi u avionu kako bi spasio Lois i Jasona iz jahte koja tone. Superman uskoro dolazi i pomaže im te kasnije odlazi pronaći Lexa i suočiti se s njim.
Nakon što se suoči s Lexom, Superman otkriva da je cijeli kontinent ispunjen kriptonitom koji ga oslabljuje do te mjere da ga Lex i njegovi sljedbenici mogu pretući. Lex ubode Supermana krhotinom kriptonita i baca ga u ocean. Lois natjerava Richarda da se vrate avionom i spase Supermana nakon čega ona vadi kriptonit iz njegovih leđa. Nakon što se ponovno osnaži putem Sunca, Superman podiže novi kontinent uz pomoć zemlje. Lex i Kitty bježe u svom helikopteru; Kitty, ne želeći ubiti milijardu ljudi, baca kristale koje je Lex ukrao iz Tvrđave samoće. Nakon što helikopteru nestane goriva, ona i Luthor ostanu zatočeni na malom pustom otoku. U međuvremenu Superman odnosi kontinent u svemir, ali zbog kristala koji se nalaze na kontinentu opet oslabi i pada na Zemlju. U bolnici mu doktori vade kriptonit iz rana, ali prilikom pokušaja oživljavanja njihovi instrumenti se pokvare. Dok se nalazi u komi, Lois i Jason ga posjećuju, a Lois mu šapne nešto u uho i poljubi ga. Superman se kasnije budi i odleti posjetiti Jasona recitirajući posljednji govor svog oca Jora-Ela (Marlon Brando) dok Jason spava. U međuvremenu Lois započinje pisati novi članak naziva "Zašto svijet treba Supermana". Superman ju uvjerava da se vratio te nakon toga odleti u orbitu iz koje promatra svijet.

## Glumačka postava
- Brandon Routh kao Clark Kent/Superman:

Superjunak s planeta Kripton koji se prerušava u novinara. Stephan Bender u filmu glumi Clarka Kenta u tinejdžerskim danima u flashback scenama. Jim Caviezel izrazio je svoje zanimanje za ulogu u filmu. Međutim, redatelj Singer je vjerovao da jedino nepoznati glumac može u potpunosti odgovarati ulozi. Routh je izabran među tisućama kandidata s kojima su u SAD-u, Velikoj Britaniji, Kanadi i Australiji obavljeni intervjui. Igrom slučaja glumac se pojavio na audiciji za Clarka Kenta za televizijsku seriju Smallville koju je izgubio od Toma Wellinga. Routh je također upoznao redatelja Josepha "McG" Nichola i razgovarao s njim u vezi iste ove uloge tijekom pretprodukcije za film Superman: Flyby. Dana Reeve, supruga Christophera Reevea, vjerovala je da je Routhova fizička sličnost s njezinim pokojnim mužem nevjerojatna. Kako bi održao fizičku spremu za utjelovljenje Supermana, Routh se nalazio na strogom režimu fizičkih vježbi.
- Kate Bosworth kao Lois Lane:

Novinarka koja s Clarkom Kentom radi u Daily Planetu i bivša Supermanova djevojka. Glumac Spacey je Bosworthicu preporučio redatelju Singeru zbog toga što je ona s njim nastupila u filmu Beyond the Sea iz 2004. godine. Navodno su za ovu ulogu ozbiljno razmatrane glumice Claire Danes i Keri Russell. Amy Adams, koja će kasnije glumiti lik Lois Lane u Čovjeku od čelika, u jednom je intervjuu potvrdila da je bila na audiciji za Lois 2005. godine. Ista glumica još je 2003. godine sudjelovala u audiciji za ulogu kada je Brett Ratner planirao režirati film Superman: Flyby. Kao inspiraciju za što bolji portret lika, glumica Kate Bosworth proučavala je Katharine Hepburn u filmovima Priča iz Philadelphije (iz 1940. godine) i Pogodi tko dolazi na večeru (iz 1967. godine) te Juliju Roberts u filmu Erin Brockovich (iz 2000. godine).
- Kevin Spacey kao Lex Luthor:

Jedan od Supermanovih najvećih neprijatelja, zli sociopat naoružan ogromnim financijskim sredstvima i detaljnim poznavanjem znanosti. Zbog toga što je osvojio prestižnu nagradu Oscar u Singerovom filmu Privedite osumnjičene (iz 1995. godine) te zahvaljujući prijateljstvu s redateljem, Spacey je bio jedini glumac koji je bio razmatran za ulogu Lexa Luthora. Tijekom pisanja scenarija, scenaristi su isključivo njega imali na umu dok su pisali Luthorove dijaloge. Spaceyjeva verzija Luthora ima identičnu komičnu pretjeranu taštinu i pompoznu arogantnost kakvu je imao Gene Hackman u svojoj verziji istog lika, a sličan je i po svojoj jakoj zainteresiranosti za nekretnine iako je Spaceyjeva verzija puno manje šašava odnosno puno je ozbiljnija. Spacey je kasnije izjavio da mu je redatelj Singer rekao da tumači lik "što mračnije i ogorčenije" u usporedbi s Hackmanom te da mu raniji portret tog lika drugog glumca ne bi trebao služiti kao inspiracija.
- James Marsden kao Richard White:

Nećak glavnog urednika Daily Planeta Perryja Whitea i zaručnik Lois Lane. Marsden je izjavio da lik Richarda služi kao emotivni izazov Supermanu zbog toga što se heroj vraća i otkriva da je "Lois Lane odabrala nekoga tko izgleda baš poput njega".
- Parker Posey kao Kitty Kowalski:

Vjerna sljedbenica Lexa Luthora. Ona je bila zatvorska sestra koja je kontrolirala Lexa. Njezin lik temeljen je na liku Eve Teschmacher iz prvog filma iz 1978. godine koju je utjelovila Valerie Perrine. Posey je bila jedina glumica razmatrana za ulogu.
- Marlon Brando kao Jor-El:

Supermanov biološki otac. Brando (koji je preminuo 2004. godine) reprizira svoju ulogu iz prvog nastavka iz 1978. godine putem starih snimaka i kompjuterski generirane slike. Kako bi uopće mogli staviti Branda u filmu, producenti su morali dobiti dozvolu njegovih nasljednika za isto. Redatelj Singer je objasnio: "Imali smo pristup svim scenama koje je Brando ikada snimio kao Jor-El. Postojale su snimke koje nikad nisu iskorištene, a u kojima Brando recitira pjesme i psuje kao kočijaš."
- Tristan Lake Leabu kao Jason White:

Sin Lois Lane i Supermana. U početku filma nejasno je pitanje tko je njegov pravi otac - Richard ili Superman. On boluje od astme i drugih alergija, ali kasnije se u filmu otkriva da je on Supermanov sin koji pokazuje natprirodnu snagu i na kojeg utječe kriptonit.
Ostali članovi glumačke postave uključuju Franka Langellu koji tumači ulogu glavnog urednika Daily Planeta Perryja Whitea, a kojeg je prvotno trebao glumiti Hugh Laurie; Sama Huntingtona kao fotografa Daily Planeta Jimmyja Olsena; Evu Marie Saint kao pomajku Clarka Kenta Marthu Kent i Kala Penna kao jednog od Luthorovih sljedbenika Stanforda. Jack Larson, koji je tumačio lik Jimmyja Olsena u televizijskoj seriji iz 1950-ih naziva Adventures of Superman pojavljuje se u filmu u cameo ulozi kao barmen. Noel Neill - koja je tumačila lik Lois Lane u televizijskoj seriji te u filmskim serijalima Superman (iz 1948. godine) i Atom Man vs. Superman (iz 1950. godine) - pojavljuje se u filmu kao Luthorova starija supruga Gertrude Vanderworth. Richard Branson glumi u cameo ulozi pilota svemirske letjelice. Još jednog od Luthorovih sljedbenika (Rileyja) tumači bivši australski igrač ragbija Ian Roberts.

## Razvoj projekta
Tijekom snimanja filma X-Men 2 iz 2003. godine redatelj i producent Bryan Singer osmislio je priču o "Supermanovom povratku na Zemlju nakon pet godina odsustva". Tu je ideju predstavio Lauren Shuler Donner i njezinom suprugu Richardu Donneru, redatelju filma Superman iz 1978. godine. Donneru se Singerova ideja svidjela. U ožujku 2004. godine kompanija Warner Bros. započela je s pretprodukcijom filma Superman: Flyby čiji je originalni datum početka kino distribucije bio lipanj 2006. godine. Redatelj McG bio je unajmljen za režiju filma prema scenariju J. J. Abramsa, ali je otpao u lipnju 2004. godine. Tog istog mjeseca, Singer je Warner Brosu predstavio svoju ideju za film Povratak Supermana baš u trenucima dok se pripremao otići na kratak odmor na Havaje skupa sa scenaristima filma X-Men 2 Michaelom Doughtertyjem i Danom Harrisom. Tijekom boravka na Havajima njih trojica su počela pisati kostur priče. U srpnju iste godine Singer je potpisao ugovor da će razviti i režirati film Povratak Supermana.
Premda nije bio obožavatelj stripa, Singer je bio impresioniran Donnerovim filmom iz 1978. godine za kojeg je izjavio da je njemu, Doughertyju i Harrisu poslužio kao veliki uzor tijekom pisanja scenarija. Kako je pristao na režiju ovog filma, Singer je morao odustati od trećeg nastavka X-Men franšize. Kompanije Warner Bros. i Legendary Pictures podijelile su financijske troškove 50:50, a pretprodukcija filma započela je u studenom 2004. godine. Do veljače 2005. godine Dougherty i Harris su napisali šest verzija scenarija. Nekoliko ranijih verzija scenarija sadržavalo je reference na napade 11. rujna, ali su one kasnije uklonjene.

### Produkcija
Kompanija Warner Bros. u početku je željela snimiti film Povratak Supermana u studijima Warner Roadshow u Gold Coastu, Queensland, Australija. Nakon što bi snimanje završilo, studio bi postao atrakcija na kojoj bi se izgradio Warnerov tematski park, ali je ideja odbačena zbog toga što je bila preskupa. Gradnja seta za snimanje započela je u siječnju 2005. godine u Foxovim studijima u Australiji, a snimanje je pomjereno za dva tjedna kasnije. U pokušaju da se izbjegne curenje informacija u javnost, film Povratak Supermana snimao se pod lažnim nazivom Red Sun. Snimanje filma započelo je u drugoj polovici mjeseca ožujka 2005. godine i trajalo do studenog iste godine. Tijekom snimanja filma u New South Walesu zaposlene su tisuće lokalnih radnika, a lokalno je gospodarstvo utržilo preko 100 milijuna dolara. 80 posto filma snimilo se u Foxovim studijima u Australiji na svih devet pozornica. Scene čija je radnja smještena u Smallvilleu snimane su u Tamworthu, dok je američki muzej "glumio" Prirodoslovni muzej grada Metropolisa.

### Scenografija i efekti
Film Povratak Supermana snimao se digitalnom kamerom Genesis tvrtke Panavision. Scenograf Guy Hendrix Dyas bio je inspiriran neboderom Johnson Wax arhitekta Franka Lloyda Wrighta prilikom dizajna ureda Daily Planet. Iako je tvrka ESC Entertainment u početku trebala raditi specijalne efekte, kompanija Warner Bros. ju je zamijenila s Markom Stetsonom iz tvrtke Sony Pictures Imageworks. U konačnici je snimljeno ukupno 1400 scena sa specijalnim efektima. U scenariju je napisana scena u kojoj Superman sigurno prizemljuje Boeing 777 u bejzbolski park, a koja je u potpunosti kompjuterski generirana budući bi je bilo nemoguće snimiti zbog količine statista koje su bile potrebne. Druga ekipa iza kamere otišla je na Dodger stadion i snimila elemente koji su kasnije ukomponirani u cijelu scenu. Scene Metropolisa su zapravo bile modificirane verzije Manhattana. Koristeći snimke iz prvog filma iz 1978. godine kao referentnu točku, Marlon Brando je kreiran pomoću CGI-ja tvrtke Rhythm & Hues. Uvodna špica filma Povratak Supermana predstavljena je kao namjerna rekreacija stila korištenog u prvom filmu ponovno u pratnji poznate glazbene teme Johna Williamsa.

### Glazba
Mjesecima prije nego što je scenarij uopće napisan, redatelj Singer unajmio je svog čestog suradnika Johna Ottmana za montažu i glazbu filma. Ottman je izjavio u starijim intervjuima da je John Williams - koji je skladao glazbu za prvi film iz 1978. godine - utjecao na njegovu odluku da postane glazbenik. Bio je istovremeno oprezan i entuzijastičan u vezi činjenice što će raditi glazbu za film Povratak Supermana. Izjavio je: "Bryan Singer je rekao da nikada ne bi niti započeo snimati film da nije dobio odobrenje za korištenje originalne glazbe Johna Williamsa. Za mene je bilo bitno da sačuvam Williamsovu glavnu glazbenu temu do posljednje note tijekom uvodne špice filma." Ottman je za svoj glazbeni rad na ovom filmu rekao da se radi o omažu (hommage), a ne o krađi Williamsove glazbe.

### Budžet
Iako je u početku originalni budžet filma iznosio 184,5 milijuna dolara, kompanija Warner Bros. je službeno objavila da je film koštao 204 milijuna dolara nakon što su se ubrojali povrati poreza i razni poticaji. Uzevši u obzir kompletan razvoj projekta i njegove troškove još od ranih 90-ih godina prošlog stoljeća, ukupni troškovi budžeta procjenjuju se na 263 miljiuna dolara uz dodatnih 100 milijuna dolara troška na marketinške kampanje diljem svijeta.

## Distribucija

### Marketing
Kompanija Warner Bros. promovirala je film Povratak Supermana na Comic-Conu 2005. godine u San Diegu. Redatelj Singer i scenaristi Michael Dougherty i Dan Harris došli su na ideju izdavanja četiri broja stripa u ograničenom izdanju čija bi radnja bila smještena prije događaja opisanih u filmu. Priče su napisali Jimmy Palmiotti, Marc Andreyko i Justin Gray uz ilustracije Karla Kerschla i Matta Haleyja. Tijekom produkcije su na internetskoj stranici BlueTights.net objavljene serije "video dnevnika" koji su prikazivali događaje o radu iza kamere. Nakon 27 objavljenih videa napravljena je kratka pauza sve do 17. studenog 2005. godine kada je objavljena teaser najava filma. Službena kino najava filma svoju je premijeru na internetu imala 2. svibnja 2006. godine. U kinima se kino najava pojavila već od 5. svibnja iste godine i to na filmovima Nemoguća misija III za SAD odnosno Da Vincijev kod i X-Men: Posljednja fronta za međunarodno tržište. Izdavačka kuća DC Comics objavila je strip adaptaciju filma ilustratora Matta Haleyja i pisca Martina Paska; Marv Wolfman napisao je novelu, a tvrtka Electronic Arts razvila je videoigru temeljenu na filmu, ali i na ranije objavljenim prequel stripovima.
Procijenjeni budžet za marketinšku kampanju filma Povratak Supermana iznosio je 45,5 milijuna dolara, drugi najveći te godine iza Disneyjeve kampanje za animirani film Auti čiji je budžet iznosio 53,5 milijuna dolara. Kompanija Warner Bros. u kampanji se povezala s kompanijama General Mills, Burger King, Duracell, Pepsi, Doritos, Papa John's Pizza, 7-Eleven i Colgate. Film je također reklamiran i tijekom utrke Formule 1 u Monte Carlu 2006. godine na automobilima konstruktora Red Bull Racing. David Coulthard je tu utrku uspio završiti na pobjedničkom postolju pa je na podijumu nosio Supermanovu šiltericu kako bi proslavio svoje postignuće. Prvak NASCAR-a Jeff Gordon također je promovirao film na svom #24 Chevroletu u Daytona utrci 2006. godine u Monte Carlu. Troy Bayliss se pojavio u Supermanovoj odjeći i kapi na pobjedničkom postolju nakon svoje pobjede i osvojenog drugog mjesta u biciklističkoj utrci Brands Hatch. Televizijski program National Geographic 29. lipnja 2006. godine emitirao je prilog The Science of Superman: posebnu televizijsku emisiju koja je studirala popularne znanstvene analogije sa Supermanovim mitovima. Redatelj Singer je izjavio na Comic-Conu održanom 2006. godine da nije bio zadovoljan s marketingom i promocijom filma: "Mnogi ljudi su radili svoj posao, ali mnogi nisu."

### Kino zarada
Redatelj Bryan Singer uvjerio je Warner Bros. da ne eksperimentiraju s testnim projekcijama. Uz to, izbacio je 15 minuta filma nakon što je prvu verziju prikazao nekim od svojih "vjernih suradnika". U konačnici kino verzija filma traje 154 minute. Kompanija Warner Bros. prvotno je željela započeti kino distribuciju filma u petak, 30. lipnja, ali je datum pomaknula na srijedu 28. lipnja. Film Povratak Supermana tako je sa svojom službenom kino distribucijom krenuo 28. lipnja 2006. godine u SAD-u i Kanadi u 4 065 kino dvorane. Prvog vikenda prikazivanja film je zasjeo na prvo mjesto gledanosti s utrženih 52 535 096 dolara. U pet dana, film Povratak Supermana zaradio je 84,2 milijuna dolara čime je postavljen novi rekord za kompaniju Warner Bros. koji je do tada državo film Matrix Revolutions, a koji je od tada prešao Vitez tame iz 2008. godine.
Paralelno u 111 IMAX kino dvorana diljem svijeta u distribuciju je krenula IMAX verzija filma Superman Returns: An IMAX 3D Experience koja je uključivala 20 minuta konvertiranih u 3D tehnologiju. To je bio prvi holivudski dugometražni igrani film koji je pušten u kino distribuciju u ovom kombiniranom formatu. Jedna od ključnih sekvenci filma koje je Singer u konačnici izbacio iz završne verzije bio je "povratak na Kripton". Samo na ovaj dio filma potrošeno je 10 milijuna dolara tijekom produkcije, ali je on ipak izbačen. Singer je izjavio da ta scena nije mogla biti izdana kao posebni dodatak na DVD i Blu-ray izdanju zbog toga što je bila konvertirana u IMAX 3D. Nadao se da će se scena pojaviti prilikom ponovne distribucije filma u IMAX kinima. U drugom tjednu prikazivanja zarada filma drastično je pala u odnosu na prvi, vjerojatno zbog početka kino distribucije hitova Mrtvačeva škrinja i Vrag nosi Pradu. Film Povratak Supermana u konačnici je u Sjevernoj Americi zaradio 200 081 192 dolara te dodatnih 191 milijun dolara u ostatku svijeta čime njegova sveukupna zarada danas iznosi 391 081 192 dolara. U SAD-u je film završio na šestom mjestu najgledanijih filmova 2006. godine. Na međunarodnom tržištu, film Povratak Supermana završio je na devetom mjestu.

### Kritike i priznanja
Film Povratak Supermana dobio je pozitivne ocjene filmskih kritičara. Na popularnoj internetskoj stranici Rotten Tomatoes film ima 76% pozitivnih ocjena temeljenih na 258 zaprimljenih kritika. Na drugoj internetskoj stranici Metacritic film ima prosječnu ocjenu 72/100 temeljenu na 40 zaprimljenih kritika. Richard Corliss iz magazina Time hvalio je film prozvavši ga jednim od najboljih filmova o superjunacima. Najviše je bio impresioniran Singerovom režijom te samom pričom. Joe Morgenstern iz The Wall Street Journala također je napisao pozitivnu kritiku iako je glumu Routha i Bosworthice proglasio "ponešto mrtvom odnosno potpuno prosječnom. Ništa specijalno." Morgenstern je vjerovao da je karakterizacija Lexa Luthora "dobro napisana i solidno odglumljena". Također je nahvalio fotografiju Newtona Thomasa Siegela te scenografiju Guya Hendrixa Dyasa.
Peter Travers je u kritici za Rolling Stone napisao da osjeća da je film "savršena nadogradnja Supermana za modernu publiku". J. Hoberman iz The Village Voicea nazvao je film "iznenađujuće dobrim. To je ljetni blockbuster ispunjen mitologijom i senzitivnošću". James Berardinelli također je na film pozitivno reagirao uspoređujući ga s prvim filmom iz 1978. godine redatelja Richarda Donnera. Nadodao je da smatra da je Spacey bolje odradio ulogu Lexa Luthora od Genea Hackmana, opisujući ga kao "puno opakijim i manje lakomislenim" od Hackmana. Također je napisao: "Ne postoji kriva dodjela uloge bilo kojem sporednom liku. Film Povratak Supermana blizu je samog vrha filmskog stvaralaštva, a čak bi se moglo reći da se nalazi na samom vrhu kada su filmovi o superjunacima u pitanju. To je film koji gledatelju nudi sve: romansu, akciju, humor i mnoštvo napetosti".
Ipak, Roger Ebert je u svojoj kritici napisao da je film "mrzovoljan, bez sjaja u kojem se čak i velike sekvence sa specijalnim efektima čine praznim umjesto uzbuđujućim". Također je smatrao da "Brandonu Routhu nedostaje karizma Supermana" i zaključio da je "ulogu vjerojatno dobio zbog toga što fizički sliči na Reevea". Mick LaSalle iz San Francisco Chroniclea napisao je da misli da je kompanija Warner Bros. trebala krenuti u ponovno pokretanje franšize, baš kao što je napravila s filmom Batman: Početak. Također je smatrao da je glumica Bosworth u dobi od 22 godine premlada za ulogu Lois Lane te da vrhunac filma nije "odgovarao potencijalu od zamorne 154 minute trajanja".
Film Povratak Supermana nominiran je za prestižnu filmsku nagradu Oscar u kategoriji najboljih specijalnih efekata, a u istoj je kategoriji nominiran i za britansku nagradu BAFTA. Međutim, obje te nagrade izgubio je od filma Pirati s Kariba: Mrtvačeva škrinja. Film je bio uspješan na 33. dodjeli nagrada Saturn gdje je proglašen najboljim fantastičnim filmom te pobrao nagrade za najboljeg redatelja (Bryan Singer), glavnog glumca (Brandon Routh), scenarij (Michael Dougherty i Dan Harris) te glazbu (John Ottman). Kate Bosworth, Tristan Lake Leabu, James Marsden, Parker Posey i kompletni tim odgovoran za specijalne efekte bili su nominirani u svojim kategorijama za istu nagradu. Uz sve to, glumica Bosworth bila je nominirana u kategoriji najgore sporedne glumice za nagradu Zlatna malina.
Dana 3. svibnja 2009. godine, gotovo tri godine nakon što je film krenuo u kino distribuciju, dobitnik prestižne nagrade Oscar Quentin Tarantino službeno je izjavio svoje divljenje Singerovom radu na Povratku Supermana te dodao da piše kritiku filma na 20 stranica.
Dana 9. siječnja 2012. godine, gotovo pet godina nakon što je film završio s kino distribucijom, internetska stranica indieWire objavila je dvodijelni video esej koji se odnosi na ispitivanje melankolične prirode filma Povratak Supermana. Video u produckiji Matta Zollera Seitza i Kena Cancelosija je bio inspiriran kritikom koju je Sietz napisao za New York Press 2006. godine u kojoj je istaknuo: "Od trenutka kada se junak vrati na nebo i spašava Lois Lane iz padajućeg zrakoplova, Povratak Supermana flertuje s najvećim filmovima."
Godine 2013. redatelj Singer je izjavio da je film Povratak Supermana snimljen "možda više za žensku publiku. Pretpostavljam da nije ono što je trebao biti". Singer je također izjavio da bi sada skratio prvu četvrtinu filma i sam film započeo sa "scenom pada zrakoplova ili nečim sličnim. Možda sam mogao publiku puno brže uhvatiti. Ne znam što bi pomoglo. Vjerojatno ništa. Kada bih ga išao ponovno raditi, radio bih ga iz početka. Napravio bih priču od samog početka."

### Izdanja za kućno kino
Film Povratak Supermana izdan je na DVD-u dana 28. studenog 2006. godine u dvije verzije - na jednostrukom i dvostrukom disku od kojih je potonji sadržavao preko tri sata posebnih dodataka. Tog istog dana na DVD-u koje je sadržavalo čak 14 diskova izdana je ultimativna kolekcija koja je imala svih pet filmova o Supermanu na posebnim izdanjima skupa s dugometražnim dokumentarnim filmom Look, Up in the Sky: The Amazing Story of Superman. Tijekom prvog vikenda prodaje DVD izdanje zasjelo je na prvo mjesto te utržilo 13 milijuna dolara od posudbi iz videoteka. Film je također izdan i u formatima visoke rezolucije: HD DVD koji je u istom izdanju imao standardnu verziju i verziju u visokoj razlučivosti te na Blu-rayu. Godine 2006. bio je najprodavaniji naslov u oba formata te se također nalazio na bestseler listama tijekom 2007. godine.

## Otkazani nastavak
U veljači 2006. godine, četiri mjeseca prije početka službene kino distribucije filma Povratak Supermana, kompanija Warner Bros. najavila je njegov filmski nastavak i odredila datum za početak kino distribucije sredinom 2009. godine uz informaciju da će i taj nastavak režirati Bryan Singer. Brandon Routh, Kate Bosworth, Kevin Spacey, Sam Huntington, Frank Langella i Tristan Lake Leabu su trebali reprizirati svoje uloge. Zbog obveza na nastavku, redatelj Singer je otpao za režiju filmova Logan's Run i adaptaciju The Mayor of Castro Street.Scenarist Michael Dougherty želio je da nastavak bude "nabijen akcijom" te da radnja sadržava i "druge Kriptonce", a razmišljalo se da glavni negativci budu Brainiac i Bizarro. Glavni pokretač radnje nastavka bio bi veliki kontinent naziva "Novi Kripton" kojeg je Superman u ovom filmu odbacio u svemir. Međutim, premda je film Povratak Supermana dobio uglavnom pozitivne kritike, kompanije Warner Bros. i Legendary Pictures bile su razočarane ukupnom kino zaradom filma. Predsjednik Warner Brosa. Alan F. Horn objasnio je da je, iako je Povratak Supermana bio uspješan, film svejedno "morao zaraditi barem 500 milijuna dolara u svjetskim kinima. Trebali smo možda u njemu imati malo više akcije kako bismo zadovoljili mlađu mušku publiku". Redatelj Singer s nevjericom je reagirao na izjave studija: "Film je zaradio 400 milijuna dolara! Ne znam što se ovih dana smatra neuspješnim filmom..."  Maksimlani budžet za produkciju nastavka koji je kompanija Warner Bros. odredila iznosio je 175 miljiuna dolara; film Povratak Supermana koštao je 204 milijuna dolara.
Snimanje nastavka filma Povratak Supermana trebalo je započeti sredinom 2007. godine prije nego što je Singer pristao režirati film Operacija Valkira. Nakon toga snimanje je odgođeno za ožujak 2008. godine, ali scenaristi Doughterty i Dan Harris su napustili projekt kako bi se posvetili drugim filmovima. Štrajk scenarista 2007./2008. pomaknuo je kino distribuciju filma do 2010. godine. Singer je u tom trenutku i dalje bio potpisan kao redatlej filma uz izjave da se film nalazi u ranoj fazi razvoja. Glumac Routh je očekivao da će snimanje započeti početkom 2009. godine. Predsjednik izdavačke kuće DC Comics Paul Levitz očekivao je da će Routh reprizirati naslovnu ulogu prije nego njegov ugovor za nastavak istekne 2009. godine. Međutim, zbog odluke kompanije Warner Bros. da neće snimati nastavak već da će krenuti s cijelom franšizom iz početka, Singer je otpao kao redatelj i umjesto toga režirao film Jack: Ubojica divova. Predsjednik produkcije kompanije Warner Bros. Jeff Robinov izjavio je u kolovozu 2008. godine: "Povratak Supermana nije baš funkcionirao kao film kojeg smo željeli. Nije postavio lik na način na koji je on trebao biti postavljen. Da je Superman uspio 2006. godine, napravili bi njegov nastavak do Božića ove godine ili 2009. Sada je plan da ponovno predstavimo Supermanovu priču iz početka."

## Vanjske poveznice
- Superman: Povratak u internetskoj bazi filmova IMDb-a
- Superman: Povratak na Rotten Tomatoes
- Video dnevnici Bryana Singera  Arhivirana inačica izvorne stranice od 22. prosinca 2008. (Wayback Machine)
- Fotografije sa snimanja u Tamworthu, Australija